# ميخائيل شتاينبرغ
ميخائيل شتاينبرغ (بالإنجليزية: Michael Steinberg)‏ هو منتج أفلام وكاتب سيناريو ومخرج أمريكي، ولد في 15 مايو 1959 في رابيد سيتي في الولايات المتحدة.

## وصلات خارجية
- مايكل شتاينبرغ على موقع IMDb (الإنجليزية)
- مايكل شتاينبرغ على موقع ألو سيني (الفرنسية)
- مايكل شتاينبرغ على موقع أول موفي (الإنجليزية)
- مايكل شتاينبرغ على موقع قاعدة بيانات الأفلام السويدية (السويدية)
- مايكل شتاينبرغ على موقع قاعدة بيانات الفيلم (الإنجليزية)
- مايكل شتاينبرغ على موقع كينوبويسك (الروسية)